# Раварино
Раварино (італ. Ravarino) — муніципалітет в Італії, у регіоні Емілія-Романья,  провінція Модена.
Раварино розташоване на відстані близько 340 км на північ від Рима, 32 км на північний захід від Болоньї, 16 км на північний схід від Модени.
Населення — 6223 особи (2014).
Щорічний фестиваль відбувається 13 червня. Покровитель — Sant'Antonio di Padova.

## Демографія
Населення за роками:

Станом на 1 січня 2023 року в муніципалітеті офіційно проживали 853 іноземці з 45 країн, серед них 271 громадянин країн Євросоюзу та 26 громадян України.

## Сусідні муніципалітети
- Бомпорто
- Кампозанто
- Кревалькоре
- Нонантола

## Промисловість
У муніципалітеті працює швейна компанія Stone Island.